# La Femme courbée

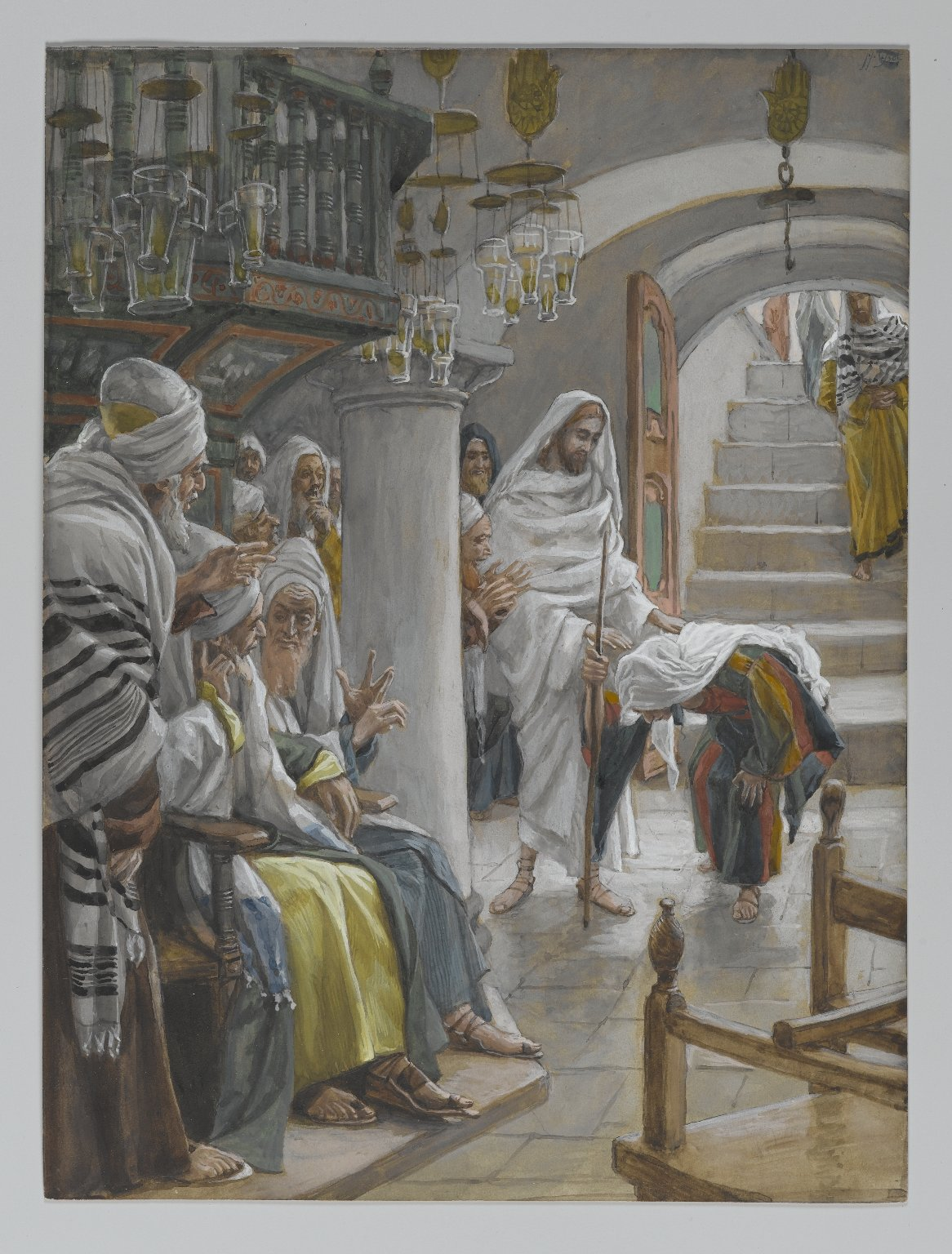
Le Christ soignant la femme courbée par James Tissot, 1886-1896.

La Guérison de la Femme courbée est un miracle attribué à Jésus-Christ. La maladie ainsi que la narration du miracle montrent une forte portée symbolique de la guérison.

## Texte
Évangile selon Luc, chapitre 13, versets 10 à 17: 
« Jésus enseignait dans une des synagogues, le jour du sabbat. Et voici, il y avait là une femme possédée d'un esprit qui la rendait infirme depuis dix-huit ans ; elle était courbée, et ne pouvait pas du tout se redresser. Lorsqu'il la vit, Jésus lui adressa la parole, et lui dit : femme, tu es délivrée de ton infirmité. Et il lui imposa les mains. À l'instant elle se redressa, et glorifia Dieu. Mais le chef de la synagogue, indigné de ce que Jésus avait opéré cette guérison un jour de sabbat, dit à la foule : il y a six jours pour travailler ; venez donc vous faire guérir ces jours-là, et non pas le jour du sabbat. Hypocrites ! lui répondit le Seigneur, est-ce que chacun de vous, le jour du sabbat, ne détache pas de la crèche son bœuf ou son âne, pour le mener boire ? Et cette femme, qui est une fille d'Abraham, et que Satan tenait liée depuis dix-huit ans, ne fallait-il pas la délivrer de cette chaîne le jour du sabbat ? Tandis qu'il parlait ainsi, tous ses adversaires étaient confus, et la foule se réjouissait de toutes les choses glorieuses qu'il faisait. »
Traduction d'après Louis Segond.

## Interprétations
Dans son homélie 31, Grégoire le Grand explique que la femme courbée est un exemple : c'est en fait l'humain attiré vers la terre, qui ne s'intéresse qu'aux choses matérielles comme l'argent, les honneurs. Le croyant doit plutôt rechercher les biens célestes comme les vertus, et la lumière d'en-haut. Il doit savoir demander le pardon, et faire pénitence pour se redresser.